# .fk
.fk는 포클랜드 제도의 인터넷 국가 코드 최상위 도메인이다.
등록자는 포클랜드 제도 거주자여야 한다.
다음 2차 도메인 하위 도메인에서는 3차 도메인의 등록만 가능하다.
- .co.fk – 상업 조직용
- .org.fk – 비상업적 조직용
- .gov.fk – 정부 기관용
- .ac.fk – 학술 기관용
- .nom.fk – 개인용
- .net.fk – ISP 및 유사한 네트워크 조직용